# Ashton (Nebraska)
Ashton é uma vila localizada no estado americano de Nebraska, no Condado de Sherman.

## Demografia
Segundo o censo americano de 2000, a sua população era de 237 habitantes. 
Em 2006, foi estimada uma população de 217, um decréscimo de 20 (-8.4%).

## Geografia
De acordo com o United States Census Bureau, a localidade tem uma área de 1,5 km², sem área coberta por água. Ashton localiza-se a aproximadamente 621 m acima do nível do mar.

## Localidades na vizinhança
O diagrama seguinte representa as localidades num raio de 20 km ao redor de Ashton. 